# Frågesats
Frågesats, eller interrogativ sats, är en sats som uttrycker en frågeställning. Själva frågan kan formuleras via ett frågeord ("Vem är det?") eller via omvänd ordföljd ("Är det Anna?").
En frågesats är en satstyp definierad på basis av den talandes attityd eller vilja. Man skiljer på två typer:
- Ja-nej-frågor, till exempel Kommer du?
- Frågeordsfrågor, till exempel När kommer du?

Det är naturligt att jämföra frågesatsens struktur med den mer omarkerade påståendesatsens. Man kan se det som att frågan har härletts ur påståendet genom en transformation. I båda typerna av frågor brukar intonationen förändras, och när det gäller ja-nej-frågor är detta ibland den enda skillnaden gentemot påståenden.
Det är annars vanligt att ja-nej-frågor utmärks av ändrad ordföljd och/eller av att en frågepartikel introduceras, till exempel i svenskan månne, i ryskan li, i polskan czy. Partikeln kan, som i finskan, vara "påhängd", till exempel Tuletko? (Kommer du).
I frågeordsfrågor insätts - oftast initialt - ett interrogativt pronomen eller adverb, till exempel Vem kommer? Varifrån kommer han?
Termen frågesats används ibland också - något oegentligt - om "indirekta frågor", alltså om interrogativa bisatser (vilka ju inte följs av frågetecken), till exempel Han frågade om jag var sjuk. Han frågade var det gjorde ont. Bisatser som motsvarar ja-nej-frågor inleds med en konjunktion eller partikel. I bl.a. engelska och svenska är den interrogativa konjunktionen densamma som villkorskonjunktionen (om, if), i bl.a. tyska används olika konjunktioner (ob, wenn), i bl.a. finska och ryska används i den interrogativa bisatsen frågepartikel (samma som används resp. kan användas i frågesats). Bisatser som motsvarar frågeordsfrågor inleds med frågeordet; om detta är subjekt eller ingår i subjektfrasen följs det i svenskan av som, till exempel Vi visste inte vem som (vilken underlig person som) hade gjort det.

## Andra satstyper
- Påståendesats
- Utropssats
- Önskesats